# Henry Percy Brewster
Henry Percy Brewster (ur. 22 listopada 1816, zm. 28 grudnia 1884; również: Persy) – prawnik, polityk oraz pułkownik walczący w rewolucji teksańskiej oraz w Armii Stanów Skonfederowanych podczas wojny secesyjnej.

## Życiorys
Urodził się 22 listopada 1816 roku w hrabstwie Laurens w Karolinie Południowej, na terenie obecnych Stanów Zjednoczonych. Rozpoczął tam praktykowanie prawa. W 1836 roku, podczas wizyty w Nowym Orleanie, zgłosił się na ochotnika do służby w powstającej armii teksańskiej podczas rewolucji. Gdy przybył do Velasco w Teksasie, został odłączony od swojej kompanii, aby służyć jako sekretarz generała Sama Hostona. Jedyną walką, w której brał udział, była bitwa pod San Jacinto. Po niej towarzyszył Houstonowi, który został ranny, w drodze do Nowego Orleanu.
Kiedy wrócił do Republiki Teksasu w 1836 roku krótko pełnił funkcję tymczasowego sekretarza do spraw wojny i marynarki dla tamtejszego prezydenta, Davida G. Burneta. Jesienią tego samego roku założył kancelarię w Brazorii. W 1840 roku został mianowany na adwokata rejonowego drugiego dystryktu sądowego. Pełnił tę funkcję do 1843. Sześć lat później gubernator Teksasu, George Tyler Wood mianował go prokuratorem generalnym stanu. W 1855 roku przeniósł się do Waszyngtonu by praktykować prawo międzynarodowe.
Gdy wybuchła wojna secesyjna powrócił do Teksasu, gdzie został mianowany na kapitana w Armii Stanów Skonfederowanych i został ustanowiony adiutantem generalnym generała Alberta Johnstona w dniu 11 września 1861 roku. Na wiosnę przyszłego roku został szefem jego sztabu oraz był obecny przy śmierci generała podczas bitwy pod Shiloh pomiędzy 6 a 7 kwietnia 1862 roku. Następnie służył w sztabie Johna Bella Hooda, gdzie awansował do stopnia pułkownika.
Pod koniec wojny w 1865, wrócił do Teksasu i praktykował prawo w San Antonio. W roku 1881 gubernator John Ireland mianował go komisarzem do spraw ubezpieczeń, statystyk i historii. Stanowisko piastował aż do śmierci 28 grudnia 1884 w Austinie. Jego ciało zostało zabrane do Galvestonu i pochowane nad Zatoką Meksykańską.

## Upamiętnienia
W 1887 na jego cześć nazwano hrabstwo Brewster znajdujące się w Teksasie, w Stanach Zjednoczonych.